# Río Verde (Skyring)
El río Verde es un curso natural de agua que fluye con dirección general sur hasta desembocar en el seno Skyring en la Región de Magallanes, Chile.

## Trayecto
La cuenca del río Verde limita al norte on las cuencas del río Penitente y con la cuenca endorreica de la laguna Blanca (Magallanes). Al sur y al este con cuencas pequeña que también desaguan en el extremo este del seno Skyring. Tiene una longitud aproximada de 20 kilómetros.: 3–8 

## Caudal y régimen
Su caudal medio es de cerca de 200 l/s,: 3–8  aunque otros estiman 500 l/s.: 59 

## Historia
Luis Risopatrón lo describe brevemente en su Diccionario Jeográfico de Chile de 1924:: 395 
Verde (Río). Corre al SE, S i SW hasta vaciarse en la costa E de las aguas Skyring al N de la boca NW del canal Fitz-Roy.
Risopatrón advierte que es también llamado chorrillo de la Descarga en uno de los mapas a su disposición.
Descarga (Chorrillo de la) 52° 35' 71° 25'. De corto curso, corre al SE, se encorva al SW i se vacia en la costa E de las aguas de Skyring, a corta distancia al N de la boca NW del canal Fitz- Roy. 1, XI, p. 221 i carta de Bertrand (1885); i XXVI, carta 111; i rio Verde en 134; i 156.